# Ernest Linton
Albert Ernest Linton (17 de fevereiro de 1880 - 6 de agosto de 1957) foi um futebolista escocês que jogou pelo Canadá, campeão olímpico.
Ernest Linton competiu nos Jogos Olímpicos de Verão de 1904 em St. Louis. Ele ganhou a medalha de ouro como membro do Galt F.C., que representou o Canadá nos Jogos, atuava como goleiro.